# Красная книга Республики Ингушетия
Красная книга Республики Ингушетия — официальный документ, содержащий свод сведений о состоянии, распространении и мерах охраны редких и находящихся под угрозой исчезновения видов (подвидов, популяций) диких животных и дикорастущих растений и грибов, обитающих (произрастающих) на территории Республики Ингушетия.

## Категории
Виды растений разделены на 5 статусов редкости:
- 0(Ех) — предположительно исчезнувшие;
- 1(Е) — исчезающие;
- 2(V) — уязвимые;
- 3(R) — сокращающиеся в численности;
- 4(I) — с неопределённым статусом.

Виды животных разделены на 6 категорий редкости:
- 0 — вероятно исчезнувшие;
- I — находящиеся под угрозой исчезновения;
- II — сокращающиеся в численности;
- III — редкие;
- IV — неопределённые по статусу;
- V — восстановленные и восстанавливающиеся.

## Список видов

### Растения
- Asarum intermedium — Копытень промежуточный
- Atropa caucasica — Красавка кавказская
- Betonica ossetica — Буквица осетинская
- Betula raddeana — Берёза Радде
- Campanula andina — Колокольчик андийский
- Campanula argunensis — Колокольчик аргунский
- Campanula ossetica — Колокольчик осетинский
- Caragana grandiflora — Карагана крупноцветковая
- Cephalanthera damasonium — Пыльцеголовник крупноцветковый
- Cephalanthera rubra — Пыльцеголовник красный
- Ceracus incana — Вишня серая
- Clematis integrifolia — Ломонос цельнолистный
- Colchicum laetum — Безвременник яркий
- Colchicum umbrosum — Безвременник теневой
- Comastoma dechyana — Комастома Деши
- Convallaria transcaucasica — Ландыш кавказский
- Corydalis conorhiza — Хохлатка коническикорневая
- Crocus reticulatus — Шафран сетчатый
- Dactylorhiza incarnata — Пальчатокоренник мясокрасный
- Delphinium caucasicum — Живокость кавказская
- Dentaria bipinnata — Зубянка дваждыперистая
- Draba ossetica — Крупка осетинская
- Epipactis atrorubens — Дремлик ржавый
- Epipactis helleborine — Дремлик морозниковый
- Epipactis palustris — Дремлик болотный
- Festuca inguschetica — Овсяница ингушская
- Fritillaria caucasica — Рябчик кавказский
- Fritillaria ophioglossifolia — Рябчик ужовниколистный
- Fritillaria orientalis — Рябчик восточный
- Fumana procumbens — Фумана лежачая
- Galanthus angustifolius — Подснежник узколистный
- Galanthus lagodechianus — Подснежник лагодехский
- Gentiana grossheimii — Горечавка Гроссгейма
- Goodyera repens — Гудайера ползучая
- Gymnadenia conopsea — Кокушник длиннорогий
- Hedysarum biebershteinii — Копеечник Биберштейна
- Herminium monorchis — Бровник одноклубневой
- Iris furcata — Касатик вильчатый, или Ирис вильчатый
- Iris notha — Касатик ненастоящий, или Ирис ненастоящий
- Iris pumila — Касатик карликовый, или Ирис карликовый (subsp. taurica)
- Jurinea annae — Наголоватка Анны
- Lilium monadelphum — Лилия однобратственная
- Listera ovata — Тайник овальный
- Merendera ghalghana — Мерендера ингушская
- Omphalodes rupestris — Омфалодес скальный
- Orchis mascula — Ятрышник мужской
- Orchis militaris — Ятрышник вооружённый
- Orchis purpurea — Ятрышник пурпурный
- Orchis simia — Ятрышник обезьяний
- Orchis tridentata — Ятрышник трёхзубчатый
- Ornithogalum arcuatum — Птицемлечник дуговидный
- Paeonia tenuifolia — Пион тонколистный
- Papaver bracteatum — Мак прицветниковый
- Petrocoma hoefftiana — Петрокома Гефта
- Petrorhagia saxifraga — Петрорагия камнеломка
- Platanthera bifolia — Любка двулистная
- Platanthera chlorantha — Любка зеленоцветковая
- Potentilla ghalghana — Лапчатка ингушская
- Primula amoena — Первоцвет приятный
- Primula sipthorpii — Первоцвет Воронова
- Primula zeylamica — Первоцвет цейламский
- Psephellus pseudoandinus — Псефеллюс ложноандийский
- Pseudovesicaria digitata — Лжепузырник пальчатый
- Pulsatilla albana — Сон албанский
- Rhamnus depressa — Жёстер прижатый
- Rhododendron caucasicum — Рододендрон кавказский
- Roemeria refracta — Рёмерия отогнутая
- Saxifraga charadzae — Камнеломка Харадзе
- Saxifraga columnaris — Камнеломка колончатая
- Saxifraga dinnikii — Камнеломка Динника
- Silene chlorifolia — Смолёвка зеленолистная
- Silele linearifolia — Смолёвка линейнолистная
- Stipa pennata — Ковыль перистый
- Stipa pulcherrima — Ковыль красивейший
- Symphyoloma graveolens — Сростноплодник пахучий
- Trifolium polyphyllum — Клевер многолистный
- Trigonocaryum involucratum — Тригонокариум окутанный
- Tulipa gesneriana — Тюльпан Геснера
- Vavilovia formosa — Вавиловия прекрасная
- Viburnum lantana — Калина-гордовина
- Vitis sylvestris — Виноград лесной

- Taxus baccata — Тис ягодный

- Ceterach officinarum — Скребница аптечная
- Dryopteris carthusiana — Щитовник картузианский
- Phegopteris connectilis — Фегоптерис связывающий
- Phyllitis scolopendrium — Листовник многоножковый
- Polystichum braunii — Многорядник Брауна

- Huperzia selago — Баранец обыкновенный

- Leptodontium flexifolium — Лептодонциум криволистный